# Алтиндала
Алтиндала́ (каз. Алтындала) — станційне селище у складі Кербулацького району Жетисуської області Казахстану. Входить до складу Жоламанського сільського округу.
Населення — 8 осіб (2021; 43 у 2009, 38 у 1999).